# ウエシマコーヒーフーズ
株式会社ウエシマコーヒーフーズ（英: UESHIMA COFFEE FOODS Co.,LTD.）は、兵庫県神戸市兵庫区に本社を置いていた、コーヒーを中心とした飲料・食品メーカー。おもにホテルやレストランにコーヒー豆や紅茶などを販売する業務用卸事業を行っていた。
1925年に創業した「上島商店」をルーツとする会社で、当社創業者の弟たちもコーヒー・食品業に従事してUCC上島珈琲などを創業し、「上島コーヒーグループ」を形成した。2017年にUCCホールディングスの子会社となるが、2022年に特別清算された。。

## 概要
「U.COFFEE FOODS SINCE.1925 KOBE」のCIロゴによるブランドで営業展開している。「U.COFFEE」2020年10月に創業95周年　会社設立50周年を迎える。

## 沿革
上島コーヒーグループの創始者である上島治忠は、1906年（明治39年）11月16日、上島武治の六男二女八人兄弟妹の三男として、現在の奈良県田原本町で生まれた。
- 1925年（大正14年）
  - 上島治忠が神戸市兵庫区下沢通で「上島商店」を創業。
  - 治忠を中心に、四男・勝、五男・忠雄の3兄弟がコーヒー、食品業に従事する。
  - その後、四男、五男とも独立し、それぞれの商店を経営。後に次男・登も独立。六男・啓三も数年後独立する。
- 1934年（昭和9年）- 合名会社に改組し、上島食料問屋総本店と社名を改める。
- 1938年（昭和13年）- 本社を神戸市兵庫区水木通に移す。
- 1944年（昭和19年）- 株式会社に改組し、株式会社上島本店と社名を改める。
- 1951年（昭和26年）- 他の上島コーヒー称の各会社もそれぞれ株式会社に改組し、社名を改める。
  - 四男・上島勝：上島珈琲貿易株式会社
  - 五男・上島忠雄：上島珈琲株式会社（現在のUCC上島珈琲の前身）
  - 六男・上島啓三：上島珈琲問屋株式会社
  - 二男・登は1941年（昭和16年）に病死、上島登商店廃業。
- 1954年（昭和29年）- 旧本社ビル建設（現本社ビル所在地）。
- 1965年（昭和40年）- 株式会社上島本店から株式会社上島コーヒー本店に社名を改める。
- 1970年（昭和45年）
  - 株式会社上島コーヒー本店が倒産。
  - 創始者である治忠の二男・上島康男が株式会社ウエシマを設立。名古屋・堺・姫路・高知・米子・北九州・鹿児島の8支店とユ・コーヒーギャラリー米子の事業を上島コーヒー本店より継承。京都・岡山・福岡・熊本の4支店を開設。
  - 札幌支店は札幌上島コーヒー株式会社として独立し、業務を継承。
- 1971年（昭和46年）1月 - 中村支店（現・四万十支店）を開設。
- 1973年（昭和48年）
  - 10月 - 不動産取引の関連会社として、上島興産株式会社を設立。
  - 11月 - 大阪北支店を開設。
- 1974年（昭和49年）
  - 2月 - コーヒー豆の焙煎から製品化までを一貫して行う、神戸工場を竣工。
  - 4月 - 全国展開の物流に対応するため、神戸工場の敷地内に神戸配送センターを竣工。
  - 9月 - 大阪西支店を開設。
- 1975年（昭和49年）
  - 1月 - 大阪東支店を開設。
  - 2月 - 津支店を開設。
- 1979年（昭和54年）6月 - 高松支店を開設。
- 1980年（昭和55年）
  - 6月 - 神戸総合工場を竣工。
  - 品質管理室を設置し、輸入した生豆の鑑定を含めた品質管理体制を強化。
  - 10月 - 株式会社ユ・コーヒーロースターズ設立。当時最先端だった西ドイツ製の焙煎機を導入し、コーヒー製造部門を別会社として独立させる。
- 1981年（昭和56年）3月 - 神戸ポートピア'81に参加。来場者に食事を提供する「ユ・コーヒーレストラン ウエシマ」を出店。
- 1982年（昭和57年）
  - 9月 - 津支店新社屋を竣工。
  - 10月 - 熊本支店新社屋を竣工。
- 1983年（昭和58年）3月 - 東京北支店・大宮支店を開設。
- 1984年（昭和59年）4月 - 喫茶・レストラン形式の直営店「コーヒーサロン クレイモア米子店」を米子高島屋内にオープン。
- 1985年（昭和60年）10月 - 京阪百貨店守口店にユ・コーヒーギャラリーをオープン。店頭でコーヒーの焙煎を行い提供するコーヒースタンド付き物販店のスタイルを確立。
- 1986年（昭和61年）10月 - 岡山支店・鹿児島支店を開設。
- 1987年（昭和62年）3月 - 高知支店新社屋を竣工。
- 1988年（昭和63年）
  - 2月 - 業務卸事業を専門とする株式会社ユニバーサルフーズを設立。
  - 3月 - 福知山支店を開設。
- 1990年（平成2年）
  - 4月 - 国際花と緑の博覧会（EXPO'90）"いのちの塔"に協賛。
  - 10月 - 設立20周年を記念し、ユ・コーヒーウエシマグループのC.I.コンセプトならびにC.I.フィロソフィーを設定。
- 1991年（平成3年）6月 - 米子高島屋内に直営店「ジェラートショップ米子店」をオープン。
- 1994年（平成6年）9月 - 関東支社新社屋竣工。東京北支店および大宮支店を統合。
- 1995年（平成7年）
  - 1月 - 阪神・淡路大震災により本社ビルが被災。仮本社として神戸支店に本社機能を移転。
  - 3月 - 京阪百貨店枚方店にユ・コーヒーギャラリー枚方店をオープン。
  - 12月 - あんかけパスタの直営店「チェスティーノ大名古屋ビル店」をオープン。
- 1996年（平成8年）3月 - 米子支店新社屋竣工。
- 1997年（平成9年）1月 - 神戸市三宮に新本社ビルを竣工。
- 1998年（平成10年）
  - 6月 - 阪神高速道路の泉大津PAおよび中之島PAに物販と飲食の併設店を開設し、運営開始。
  - 7月 - 名古屋支店新社屋竣工。
- 1999年（平成11年）
  - 1月 - 神戸市三宮に新本社ビルが完成。
  - 6月 - 南大阪支店新社屋竣工（堺支店呼称変更）。
  - 7月 - 事業の拡大にともない、株式会社ウエシマコーヒーフーズに社名変更。
  - 10月 - 上島一泰が代表取締役に就任。
  - 10月 - 大阪支店新社屋竣工（大阪西、東、北の3支店を統合）。
- 2000年（平成11年）
  - 4月 - 姫路支店新社屋竣工。
  - 9月 - 神戸支店新社屋竣工（淡路支店を統合）。
- 2002年（平成14年）
  - 3月 - スイーツカフェの直営店「カフェ・シューライル神戸店」をそごう神戸店にオープン。
  - 3月 - スイーツカフェの直営店「カフェ・シューライル天神店」をオープン。
  - 11月 - 九州営業部・福岡支店新社屋竣工。
- 2003年（平成15年）
  - 4月 - 総合ショッピング施設・福山ロッツにフードコートスタイルの直営店「神戸珈琲倶楽部 福山店」をオープン。
  - 6月 - スイーツの製造販売を行う株式会社シューライルを設立。
  - 10月 - 本社内に在神戸ブラジル名誉領事館を開設。
- 2007年（平成19年）
  - 7月 - 日本にいる3名の名誉領事の一人として、上島一泰が在神戸ブラジル名誉領事に就任。ブラジルとの架け橋となるよう、さまざまな情報発信を行う。
  - 7月 - 京都支社新社屋竣工。
  - 本格的なコーヒー専門店のスタイルを追求したコーヒー専門直営店「THE COFFEE ROOM神戸本店」を本社ビル1階にオープン。
- 2008年（平成20年）
  - 4月 - 株式会社ウエシマコーポレーションを株式会社ユ・コーヒーホールディングスに社名変更。
  - 7月 - 直営店「カフェ・シューライル津松菱店」オープン。
  - 10月 - 直営店「チェスティーノベイシティ店」オープン。
- 2009年（平成21年）
  - 4月 - ユ・コーヒーフーズとユ・コーヒーホールディングスが合併し、社名を株式会社ユ・コーヒーホールディングスとする。
  - 4月 - 中之島パーキングエリア casual cafe 「うみかぜ Kitchen」リニューアルオープン。
  - 10月 - 株式会社ユニバーサルフーズと株式会社シューライルが合併し、社名を株式会社ユニバーサルフーズとする。
- 2010年（平成22年）1月 - スイーツの製造・販売直営店「エスプリ・ド・菓子」を神戸六甲に開店。
- 2011年（平成23年）
  - 1月 - 泉大津パーキングエリア カフェテリア「カロヴァーレ」をリニューアルオープン。
  - 4月 - ユ・コーヒーロースターズ、ユニバーサルフーズ、ユ・コーヒーホールディングスを合併。
  - 10月 - 京阪守口ユ・コーヒーギャラリー守口店を改装オープン。
- 2012年（平成24年）
  - 3月 - 神戸珈琲倶楽部FC.イオン豊橋南店開店。
  - 7月 - 中国・大連空港に「神戸珈琲倶楽部」FC2店舗オープン。
  - 9月 - 神戸珈琲倶楽部FC メルサプラッツ店開店。
  - 10月 - 神戸総合工場に石釜焙煎機を増設し、稼働開始。
  - 11月 - FC店 チェスティーノ・アピタ東海荒尾店開店。
- 2013年（平成25年）11月 - FC店 チェスティーノ 栄店開店。
- 2014年（平成26年）
  - 4月 - 中国・青島市に「シューライル」FC店がオープン。
  - ドリップバッグ クリスタルマウンテン新発売。
  - 12月 - 神戸珈琲倶楽部FCイオンモールMOZOシネマ棟店開店。
- 2018年（平成30年）
  - 2月28日 - UCCホールディングスに全株を譲渡し、同社グループ入り。上島一泰が代表取締役を退任。
  - 3月1日 - 新経営体制が発足。代表取締役社長に岩田斉が就任。
- 2019年（平成31年）1月1日 - 代表取締役社長に梅田守が就任。
- 2020年（令和2年）12月9日 - 親会社のUCCホールディングスが、翌2021年4月より清算準備に入る旨を発表。新型コロナウイルス蔓延による環境の悪化等により、グループとしてより一層の経営効率化、業務用食品卸事業の強靭化が必要と判断されたもの[3]。
- 2022年（令和4年）6月15日 - 特別清算。負債総額は約20億円。製品・商標などについてはグループ内の各社が継承。